# Zanderij Crailo
Zanderij Crailo(o) is een natuurgebied van het Goois Natuurreservaat, een sportcomplex en een rangeer- en opslagterrein tussen Hilversum en Bussum. Het wordt doorkruist door de Provinciale weg 524 en een spoorlijn. Het natuurgebied bevindt zich aan de westelijke kant van de doorgaande weg.  In 2006 werd de naastgelegen Natuurbrug Zanderij Crailoo geopend. Deze natuurbrug is met een lengte van achthonderd meter en een breedte van vijftig meter het grootste ecoduct ter wereld.

## Natuurgebied
Het maaiveld van de voormalige zandafgraving met zandgaten ligt zeven tot elf meter lager dan de omliggende natuurgebieden Spanderswoud en Bussummerheide. De zandwinning stopte in 1971.
De zanderij was ooit de grootste Gooise zandgroeve. Van de zanderij is het westelijke deel toegankelijk via een slingerend 'vlonderpad' over verschillende waterpartijen. Dit lange pad wordt gemarkeerd met grote zwerfkeien uit de voorlaatste ijstijd die bij de zandwinning tevoorschijn kwamen. Dit Heimans-zwerfkeienpad is een met zwerfstenen gemarkeerde route door de Zanderij. Het is genoemd naar de natuurkenner Eli Heimans (1861-1914) die, met Jac. P. Thijsse, als een der eersten de aandacht vestigde op de geologische en botanische betekenis van de Zanderij. Aan het eind van het Heimanspad staat het kantoor van het Goois Natuurreservaat.
De bodem van de zanderij is voedselarm en ligt dicht bij schoon grondwater, wat als kwelwater vanuit de Gooise Heuvelrug omhoog komt. Dit infiltratiegebied op de heuvelrug ligt op ongeveer een kilometer afstand van de laaggelegen randen van het Gooi, de 's Gravenlande polder en voormalige Zanderij Cruysbergen en de aangrenzende moerassen en plassen van de Vechtstreek.
Het maaiveld van het natuurgebied is het laagst gelegen gebied in de vallei; met behulp van een grondwatermeter is goed zichtbaar hoe de grondwaterstand is in het terrein.
Vanaf de Tweede Wereldoorlog werd door de Nederlandse Spoorwegen uitgewerkt carbid gestort. Hierdoor leefden in het gebied talrijke wijngaardslakken en bijzondere kalkminnende planten, waaronder zeldzame wilde orchideeën.
De afgraving is vrij abrupt gestopt aan de westkant met als gevolg vrij steil aflopende hellingen, in 2014 werd een betonnen broedwand voor oeverzwaluwen aangelegd van 19 meter lang en twee meter hoog.

## Sportpark Crailoo
In het gebied ten oosten van de spoorlijn zijn diverse sportverenigingen gevestigd, waaronder een korfbalvereniging, tennisclub hockeyclub, voetbalclub, cricketclub en als nieuwste club een golfclub, waarbij aan de oostkant van de vallei tegen de flanken van het glooiende terrein en het ecoduct zelf, 18 holes zijn aangelegd.

## Rangeer-spoorwegemplacement
Voorheen was er in 1843 op deze plek een zanderij gevestigd. Maar toen de Oosterspoorlijn aangelegd was in 1874 was er een ideale mogelijkheid voor de spoorwegmaatschappijen om gemakkelijk zand af te laten graven en per spoorweg te vervoeren. Gedurende bijna 100 jaar heeft afgraving plaatsgevonden. Met als gevolg een gigantisch grote kuil van circa 1,8 km lengte en 800 meter breed en gemiddeld 9 meter diep.
In een latere fase is er door de Nederlandse Spoorwegen een rangeerterrein aangelegd, met daarop het bedrijf Stapelplaats Crailoo, om goederen te kunnen verplaatsen en opslaan die noodzakelijk waren voor de bouw en onderhoud van de spoorlijnen.
Tevens kwam er aan de zuidkant nog een tweede bedrijf op het terrein, de GAD, om het afval van de regio in te zamelen en met treinen te vervoeren naar de VAM en vanaf medio 2016 naar afvalverbrandingsbedrijf EVI in Coevorden.

## Natuurzwembad
In de 20e eeuw heeft er in de zanderij aan de zuidkant een groot natuurzwembad gelegen aan de zuidkant, dat in 1931 werd geopend en in 1984 weer gesloten.

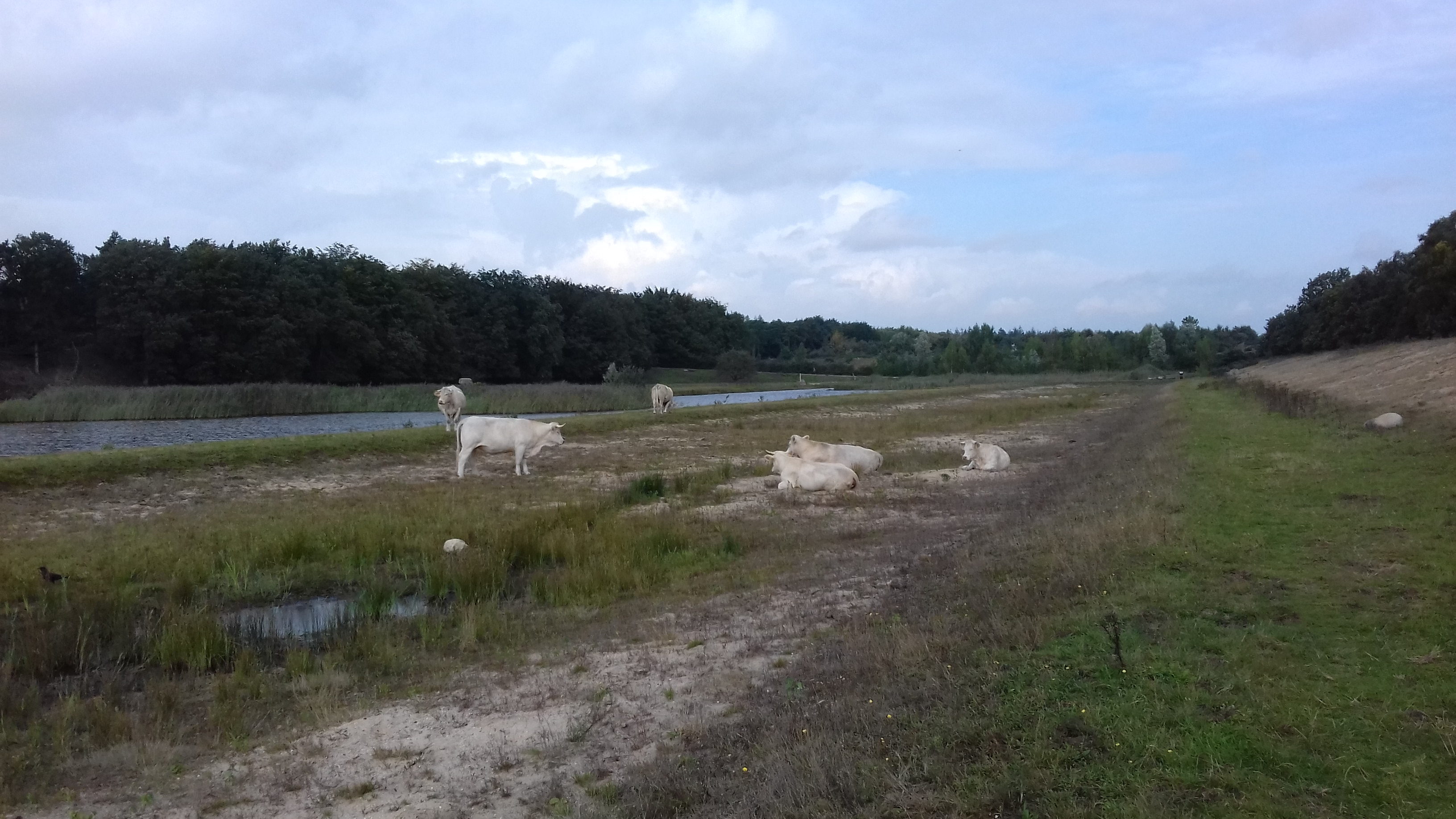
Natuurgebied Zanderij Crailoo
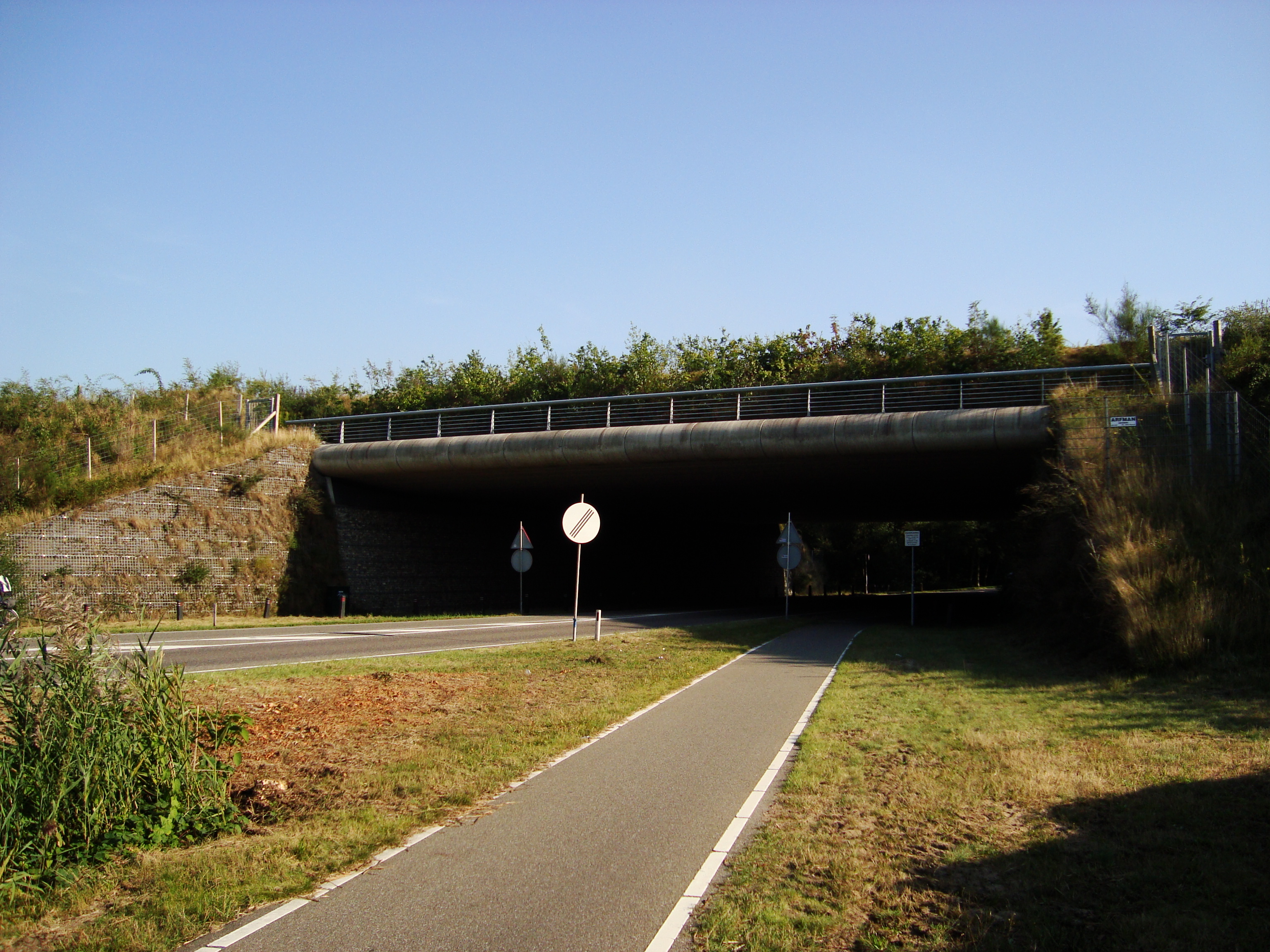
Natuurbrug Zanderij Crailoo
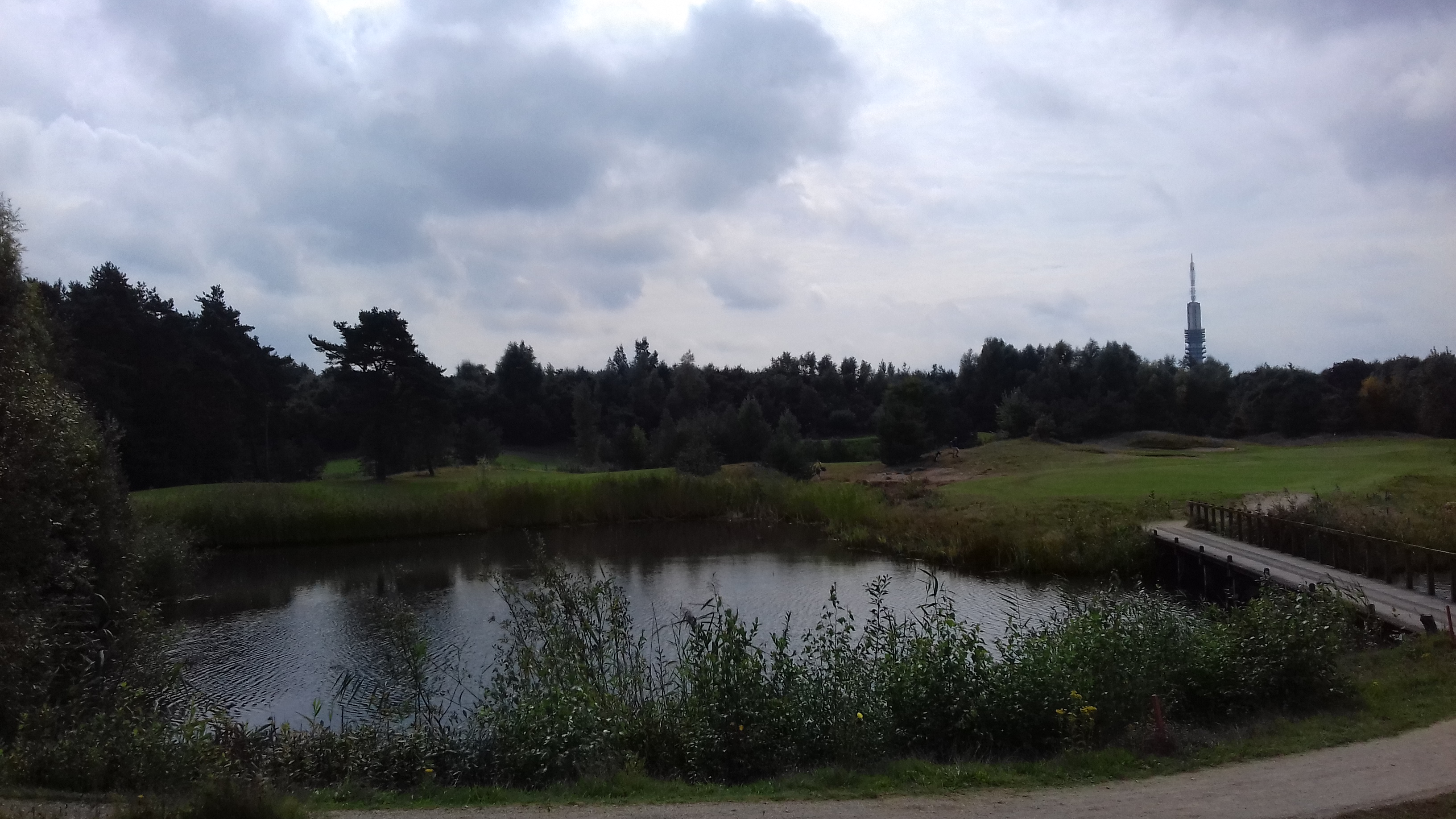
Golf terrein Spaandersbosch
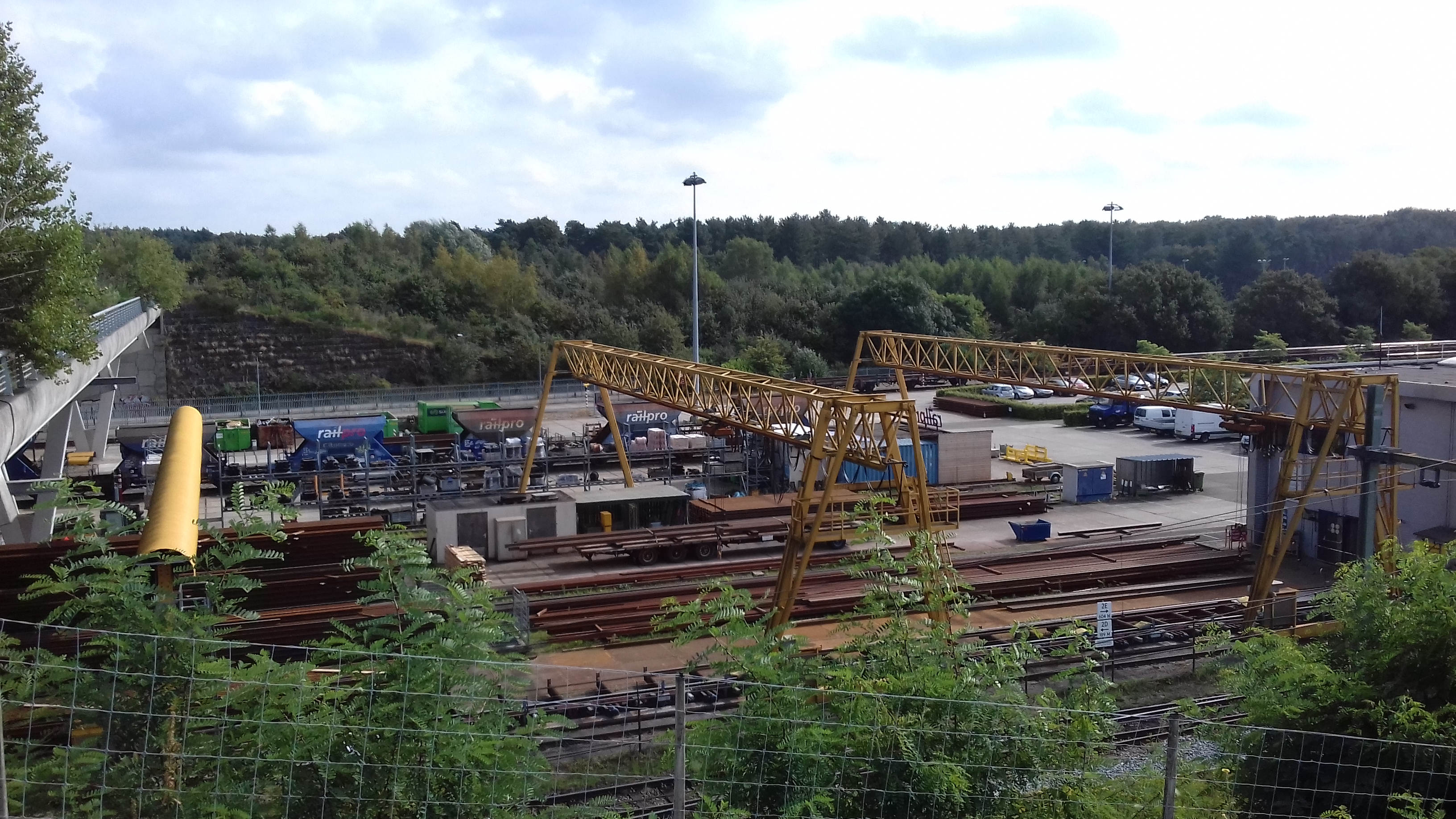
Uitzicht vanaf ecoduct naar bedrijventerrein